# مشروع أويلر
مشروع أويلر (بالإنجليزية: Project Euler)‏ (سمي على اسم عالم الرياضيات ليونهارت أويلر) هو موقع إليكتروني يقدم بشكل دوري سلسلة من المسائل الرياضية التي تتطلب حلول برمجية. سُمي المشروع على الرياضي السويسري ليونهارت أويلر أحد أعظم الرياضيين على مر التاريخ. يجتذب الموقع بشكل رئيسي الطلبة والمهتمين بمجالي الرياضيات وعلوم الحاسب.
أنشأ كولن هيوز (صاحب المعرف "Euler") الموقع في 2001، ومنذ ذلك الحين اكتسب الموقع سمعة وشهرة واسعة حول العالم. يحتوي الموقع على أكثر من 800 مسألة اعتبارا من 30 مايو 2022، ويتم إضافة مسألة جديدة بمعدل مسألة واحدة بالأسبوع. تختلف المسائل من ناحية الصعوبة، ولكن يأكد الموقع أن جميع المسائل تخضع لـ«قاعدة الدقيقة الواحدة» والتي تنص على أنه قد تتطلب المسألة ساعات طويلة من التفكير والبرمجة، ومع ذلك فان البرنامج النهائي الناجح لا يتطلب أن يستغرق أكثر من دقيقة واحدة من العمل على حاسب عادي ليصل إلى الإجابة الصحيحة.
اعتبارًا من 27 أبريل 2021، أصبح لدى مشروع أويلر أكثر من مليون مستخدم قاموا بحل مشكلة واحدة على الأقل، في أكثر من 100 لغة برمجة مختلفة.
تختلف المسائل من ناحية الصيغة ولكنها تشترك في أنها جميعا تطلب مدخلا (نتيجة) نهائيا. في حال الإدخال الصحيح للنتيجة النهائية في صفحة المسألة، يتاح للمستخدم الإطلاع على منتدى خاص بالمسألة للنقاش حول الحلول والأكواد وطرق التفكير المختلفة مع باقي أعضاء الموقع، ولا يمكن للمستخدم الاطلاع على هذا المنتدى قبل ذلك.

## وصلات خارجية
- مشروع أويلر - الصفحة الرئيسية